# Albatros B.III

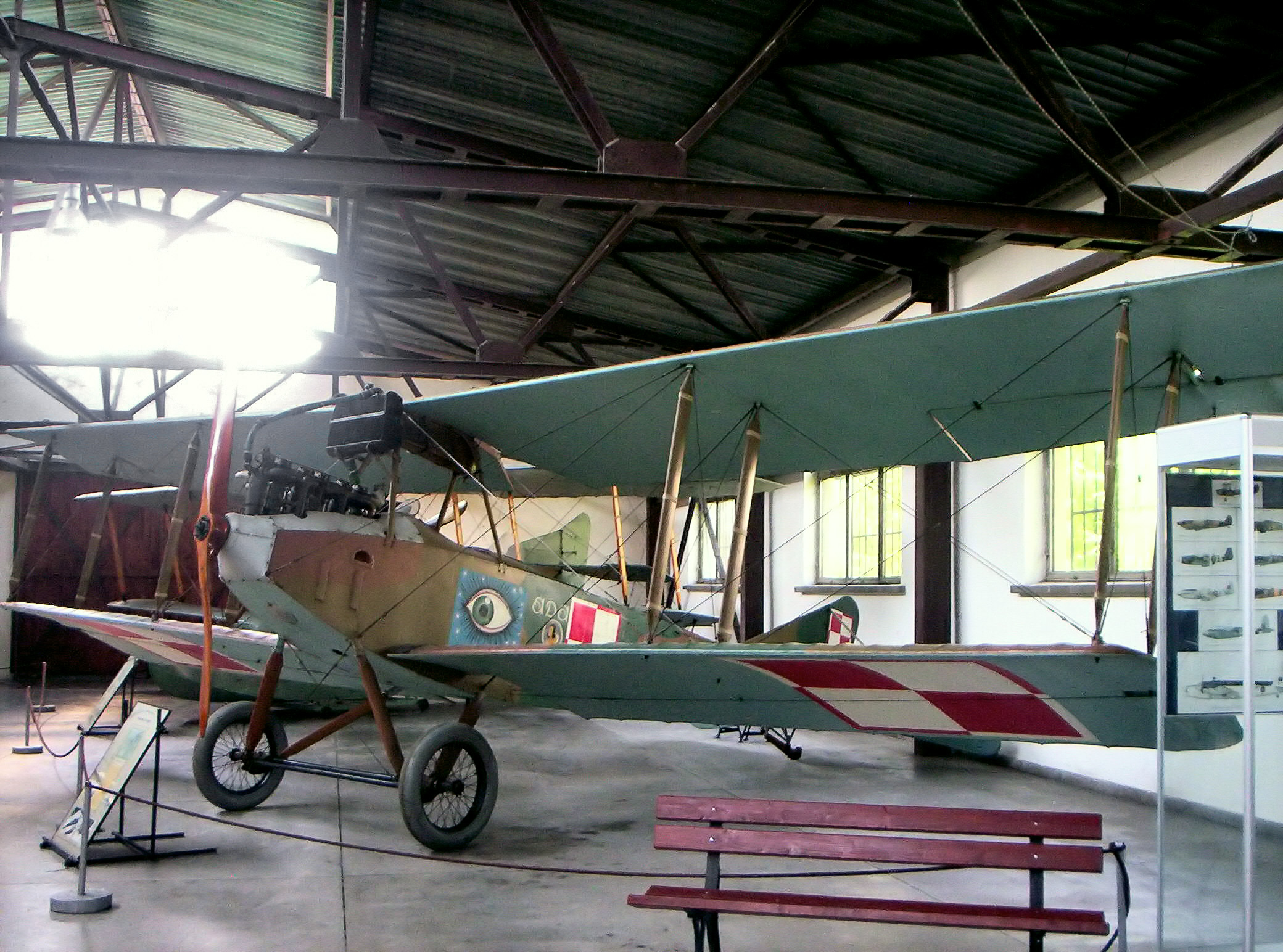
Abgebildet ist das Vorgängermodell B.II. Es unterschied sich in der Motorisierung, war aber im Design absolut identisch

Die Albatros B.III war ein deutsches, zweisitziges Aufklärungsflugzeug des Ersten Weltkrieges.

## Geschichte
1915 begann die Entwicklung eines neuen Aufklärungsflugzeuges für die Mittelmächte während des Ersten Weltkrieges. Das Ergebnis war die B.III. Sie war der Nachfolger der erfolgreichen Aufklärer B.I und B.II. Bereits bei den Vorgängern war die Sitzverteilung problematisch. Der Pilot saß bei der Tandemanordnung hinten und der Beobachter vorn. Durch den Reihenmotor, der ein Stück aus dem Rumpf herausragte, und durch die Tragflächen war die Sicht des Beobachters stark eingeschränkt. Der Pilot konnte durch den vorn sitzenden Beobachter noch weniger sehen. Das Problem blieb erhalten. Die B.III war nur im Winter 1916–1917 bei der Fliegerersatzabteilung (FEA) I im Einsatz. Als die Übermacht der Jagdflugzeuge der Entente zunahm, wurde der unbewaffnete Aufklärer obsolet und aus dem Frontdienst gezogen. Ab da wurde es nur noch als Schulflugzeug eingesetzt.

## Technische Daten
- Spannweite: 11 m
- Länge: 7,80 m
- Triebwerk: Mercedes D.II Reihenmotor
- Leistung: 120 PS / 89 kW
- Höchstgeschwindigkeit: 120 km/h
- Flugdauer: ca. 4 h
- Dienstgipfelhöhe: 3.000 m

Eine Bewaffnung war nicht vorgesehen.